# Степанов Віктор Юрійович
Степанов Віктор Юрійович (нар. 2 квітня 1951, Артемівськ, Донецька обл.) — український науковець в галузі державного управління, викладач. Кандидат технічних наук (2006), доцент (2007), доктор наук з державного управління (2012), професор (2013).

## Біографія
Степанов Віктор Юрійович народився 2 квітня 1951 року в Артемівську Донецької області. У 1973 році закінчив Калінінський політехнічний інститут (нині — Тверський державний технічний університет). Отримав диплом за спеціальністю: «Машини та комплекси», здобув кваліфікацію: «Інженер-механік». Протягом 1973—1975 років проходив службу в армії та в УМВС України Донецької області.
У 1991 році закінчив Українську юридичну академію. Отримав диплом за спеціальністю: «Правознавство», здобув кваліфікацію: «Юрист».
Трудову діяльність в закладах вищої освіти розпочав у 2000 році на посаді начальника юридичного відділу Харківського національного автомобільно-дорожнього університету. Водночас обіймав посади викладача кафедри економічної теорії і права (2000—2004), старшого викладача кафедри технології машинобудування та ремонту машин (2004—2006). 2006 року захистив кандидатську дисертацію «Зниження нерівномірності гальмівних моментів на колесах легкового автомобіля» (наук. керівник — професор М. А. Подригайло). Упродовж 2006—2007 років працював на кафедрі технології машинобудування та ремонту машин на посаді доцента.
У 2007 року очолив новостворений факультет «Менеджмент» у Харківській державній академії культури. Викладає навчальні дисципліни: «Організація підприємницької діяльності в туризмі»; «Правове регулювання в туристичній діяльності»; «Організаційно-правові питання туристичної діяльності»; «Діловодство туристичних комплексів»; «Корпоративне управління в туризмі»; «Політика ЄС в сфері туризму»; «Організація діяльності з іноземними туристами в країнах ЄС»; «Стратегічний менеджмент».
Сфера наукових інтересів — туризм, менеджмент і адміністрування, державна інформаційна політика, інформаційна безпека.
У 2012 році захистив докторську дисертацію на здобуття наукового ступеню доктора наук з державного управління «Теоретико-методологічні засади формування та реалізації державної інформаційної політики» (наук. консультант — професор В. Б. Дзюндзюк). Отримав вчене звання професора кафедри менеджменту і адміністрування у 2013 році.
В. Ю. Степанов у 2014—2021 роках входив до складу постійної спеціалізованої вченої ради з присудження наукового ступеня доктора наук Д 64.807.01. Національного університету цивільного захисту України. З 2022 року — член постійної спеціалізованої вченої ради з присудження наукового ступеня доктора наук Д 26.006.10 Київського національного економічного університету імені Вадима Гетьмана. Науковець входив до складу редакційної колегії фахових наукових видань України: «Державне будівництво», «Актуальні проблеми державного управління», «Державне управління: теорія та практика». Член редакційної колегії міжнародного наукового видання: «Інтернаука». У 2021—2022 роках ходив до складу журі галузевої конкурсної комісії зі спеціальності «Публічне управління та адміністрування» Всеукраїнського конкурсу студентських наукових робіт з галузі знань. Голова екзаменаційної комісії галузі знань 28 «Публічне управління та адміністрування» за спеціальністю 281 «Публічне управління та адміністрування» Харківського національного університету імені В. Н. Каразіна у 2021—2023 роках. Протягом 2014—2021 років виступав опонентом 14 наукових дисертацій. З 2020 року В. Ю. Степанов є членом громадської наукової організації «Міжнародний центр розвитку науки і технологій» (Київ).
В. Ю. Степанов нагороджений дипломом обласного конкурсу «Вища школа Харківщини ― кращі імена» в номінації «декан факультету» (2012). За високий професіоналізм, вагомий внесок у справу навчання і виховання студентів має подяку від Харківського міського голови.
За особисті досягнення в галузі науки, вагомий внесок у вирішення науково-технічних та соціально-економічних проблем Харківської області, як «видатному науковцю року» в галузі науки в номінації «гуманітарні науки», була призначена іменна стипендія імені В. Н. Каразіна Харківської обласної державної адміністрації (2013).

## Основні праці
Автор понад 250 наукових публікацій (у тому числі 15 монографій та 2 навчальних посібника).
- Повышение устойчивости и управляемости колёсных машин в тормозных режимах: монография / Е. Е. Александров, В. П. Волков, Д. О. Волонцевич, В. А. Кононенко, М. А. Подригало, О. В. Соловьёв, В. Ю. Степанов, Ю. В. Тарасов ; под ред. Д. О. Волонцевича ; М-во образования и науки Украины, Нац. техн. ун-т «Харьк. политехн. ин-т». — Харьков: НТУ «ХПИ», 2007. — 319 с.
- Дєгтяр А. О. Управлінські рішення в органах державної влади: монографія / А. О. Дєгтяр, В. Ю. Степанов, С. В. Тарабан ; за заг. ред. А. О. Дєгтяра. — Харків: С. А.М., 2010. — 275 с.
- Степанов В. Ю. Концептуальні засади формування та розвитку інформаційного суспільства: державно-управлінський аспект: монографія / В. Ю. Степанов. — Харків: С. А.М., 2010. — 415 с.
- Степанов В. Ю. Тормозная динамичность в системе безопасности автотранспорта: монография / В. Ю. Степанов, А. В. Степанов. — Харків: С. А.М., 2010. — 268 с.
- Степанов В. Ю. Сучасний інформаційний простір: особливості та тенденції розвитку: монографія / В. Ю. Степанов. — Харків: С. А.М., 2010. — 278 с.
- Степанов В. Ю. Державна інформаційна політика: проблеми та перспективи: монографія / В. Ю. Степанов. — Харків: С. А.М., 2011. — 546 с.
- Дєгтяр А. О. Основи корпоративного управління: навч. посіб. / А. О. Дєгтяр, В. Ю. Степанов, О. О. Губарев ; за заг. ред. А. О. Дєгтяра. — Харків: С. А.М., 2012. — 278 с.
- Державна інформаційна політика: навч. посіб. / В. Б. Дзюндзюк, О. І. Крюков, В. А. Ландсман, О. В. Радченко, В. Ю. Степанов ; за заг. ред. В. Б. Дзюндзюка ; Нац. агентство України з питань держ. служби, Нац. акад. держ. упр. при Президентові України, Харків. регіон. ін-т держ. упр. — Харків: Магістр, 2012. — 343 с.
- Дєгтяр А. О. Державна інвестиційна політика: проблеми та перспективи розвитку: монографія / А. О. Дєгтяр, В. Ю. Степанов, О. О. Губарев ; за заг. ред. А. О. Дєгтяра. — Харків: С. А.М., 2013. — 275 с.
- Степанов В. Ю. Державна інформаційна політика: формування та реалізація: монографія / В. Ю. Степанов. — Харків: С. А.М., 2013. — 486 с.
- Державне та регіональне управління в соціальній сфері: монографія / [авт. кол.: А. О. Дєгтяр, В. Ю. Степанов, О. А. Дєгтяр, В. Г. Ковальчук, Л. Г. Гетьман, О. О. Губарев, М. М. Зайцева, Ю. І. Ларіонов, Н. В. Лисенкова, З. М. Остропольська] ; за заг. ред. А. О. Дєгтяра. — Харків: С. А.М., 2015. — 551 с.
- Степанов В. Ю. Інформаційний простір: державно-управлінський аспект: монографія / В. Ю. Степанов. — Харків: С. А.М., 2015. — 567 с.
- Степанов В. Ю. Інформаційна безпека як складова державної інформаційної політики: монографія / В. Ю. Степанов. — Харків: [Естет Прінт], 2023. — 155 с.
- Степанов В. Ю. Туризм в умовах суспільних трансформацій: монографія / В. Ю. Степанов. — Харків: [Естет Прінт], 2023. — 167 с.